# Kurt Fischer (Fußballspieler)
Kurt Fischer (* 27. April 1923; † 1977) war ein deutscher Fußballspieler, der mit der SG Volkspolizei/Dynamo Dresden in den frühen 1950er-Jahren DDR-Meister und Pokalsieger wurde. 

## Sportliche Laufbahn
Im Alter von 27 Jahren erhielt Fischer im Sommer 1950 eine Einladung zu einem Sichtungslehrgang der DDR-Sportvereinigung Deutsche Volkspolizei. Es sollten Fußballspieler aus allen Volkspolizei-Sportgemeinschaften der DDR für die neu zu bildende SG Volkspolizei Dresden ausgewählt werden. Dresden war als Standort der künftigen Spitzenmannschaft der Polizeisportvereinigung bestimmt worden. Fischer, der zuvor mit der SG Volkspolizei Weimar in der zweitklassigen Landesliga Thüringen gespielt hatte, gehörte zu dem Kreis der Spieler, die für die SG Volkspolizei Dresden ausgewählt wurden. 
VP Dresden wurde in der Saison 1950/51 ohne sportliche Qualifikation in die Oberliga des Deutschen Sportausschusses (später DDR-Oberliga) eingegliedert. Fischer stand vom ersten Spieltag an in der Mannschaft und versäumte nur zwei der 34 Punktspiele. In der Regel auf der rechten Angriffsseite stürmend erzielte er drei Punktspieltore. Nach dem 12. Platz in der ersten Saison wurde die SG Volkspolizei 1951/52 bereits Vizemeister. Diesmal bestritt Fischer alle 36 Meisterschaftsspiele, kam aber, nun als rechter Außenläufer eingesetzt, zu keinem Torerfolg mehr. Dresden krönte die Saison mit dem Gewinn des DDR-Fußballpokals durch einen 3:0-Sieg über Einheit Pankow. Fischer war auch in diesem Spiel im rechten Mittelfeld dabei. Ein Jahr später wurde die Dresdner Mannschaft, im Laufe der Saison 1952/53 in SG Dynamo Dresden umbenannt, DDR-Meister. Von den 32 Punktspielen bestritt Fischer 28 Partien auf der gewohnten Position und wurde auch im Entscheidungsspiel um die Meisterschaft gegen Wismut Aue (3:2 n. V.) eingesetzt. Seine letzte Oberligasaison absolvierte Fischer 1953/54, in der er noch einmal in allen 28 Punktspielen aufgestellt wurde. Nach 126 Meisterschaftsspielen und drei Oberligatoren zog sich Fischer 31-jährig vom Hochleistungssport zurück.

## Auszeichnungen
Ende Januar 1954 nahm Fischer in Leipzig vom Stellvertreter des Ministerpräsidenten der DDR, Walter Ulbricht, die staatliche Auszeichnung Meister des Sports entgegen und war somit einer von neun Fußballspielern, die an jenem Tag diese Ehrung erhielten.